# El Derrumbadero (Sonora)
El Derrumbadero ist ein Ort im mexikanischen Bundesstaat Sonora. El Derrumbadero liegt auf 1120 Metern Höhe im Norden des Municipios Arizpe und hatte beim Zensus 2010 einen Einwohner.
Die INEGI-Kennnummer des Ortes lautet 260060032. Bis zum Zensus 1980 wurde El Derrumbadero als Rancho kategorisiert. Nachbarorte sind La Fortuna, La Cueva, Los Tepetatitos, La Bellota, Agua Caliente, Casa de Lámina, El Palmillal und Pozo Nuevo.